# Cum s-o dai să fie bine?
The Dilemma este un film regizat de Ron Howard. A fost lansat pe 14 ianuarie 2011.

## Acțiunea
Încă din colegiu, Ronny (Vaughn), burlac convins, și Nick (James) au fost prieteni la bine și la rău. Acum sunt parteneri într-o firmă de design auto, pe punctul de a câștiga contractul vieții lor, care ar urma să le propulseze firma. Avându-le alături pe Beth (Connelly), iubita lui Ronny, și pe Geneva (Ryder), soția lui Nick, cei doi se simt invincibili.
Însă totul o ia razna în momentul în care Ronny o vede pe Geneva sărutându-se cu un alt bărbat și se hotărăște să afle ce se întâmplă. Investigațiile sale amatoristice îi dau lumea peste cap, mai ales când află că și Nick avea niște secrete pe care le ținea bine ascunse. Timpul trece, se apropie prezentarea care va decide soarta firmei lor, iar Ronny trebuie să se hotărască cum și când îi va spune adevărul celui mai bun prieten al său.

## Distribuția
- Vince Vaughn ca Ronny Valentine
- Kevin James ca Nick Brannen
- Winona Ryder ca Geneva Brannen
- Jennifer Connelly ca Beth
- Channing Tatum ca Zip
- Queen Latifah ca Susan Warner
- Chelcie Ross ca Thomas Fern
- Amy Morton ca Diane Tutin
- Clint Howard ca Herbert Trimpy